# Dimachaerus
Il Dimachaerus (dal greco "διμάχαιρος", che porta due spade) era una delle tante categorie gladiatorie dell'antica Roma; anteposta a ogni altra "scuola gladiatoria".
Il suo equipaggiamento era molto semplice e leggero: non aveva quindi considerevoli difese. L'elemento che caratterizzava tale gladiatore era l'utilizzo contemporaneo di due armi bianche, solitamente due gladi o, in alternativa, due pugnali, uno in ogni mano; non indossava alcun elmo. Ciò gli consentiva attacchi molto rapidi, resi possibili proprio grazie al peso ridotto dell'equipaggiamento portato.
In Wizard101 Dimachaerus è il boss segreto del dungeon Olimpo (mitologia) nel Giardino delle Esperidi.